# Кирос, Давид
Марио Давид Кирос Вильон (исп. Mario David Quiroz Villón; родился 8 сентября 1982 года в Гуаякиль, Эквадор) — эквадорский футболист, полузащитникклуба «Ольмедо» и сборной Эквадора.

## Клубная карьера
Кирос начал профессиональную карьеру в клубе «Эль Насьональ». В 2001 году он дебютировал в эквадорской Серии А. Завоевав место в основе Давид дважды подряд помог команде стать чемпионом страны, в 2005 и 2006 годах. В 2008 году Кирос на правах годовой аренды выступал за «Барселону» из своего родного города Гуаякиль.
После окончания аренды у него закончился контракт с «Насьоналем» и на правах свободного агента он подписал 3-летнее соглашение с клубом «Эмелек». 15 марта 2009 года в матче против «Манта» он сделал «дубль», забив свои первые голы за новую команду. В 2010 и 2011 годах Давид дважды помог «Эмелеку» завоевать серебряные медали первенства.
В 2011 году после окончания контракта Кирос решил попробовать свои силы за пределами Эквадора и перешёл в мексиканский «Атланте». Для получения игровой практики Давид сразу же был отдан в аренду в ЛДУ Кито. 5 февраля 2012 года в матче против «Манта» он дебютировал за новую команду. По окончании аренды он вернулся в Мексику. 4 февраля 2013 года в поединке против «Монтеррея» Давид дебютировал в мексиканской Примере. Из-за высокой конкуренции во второй половине сезона Кирос на правах аренды вновь вернулся на родину, став футболистом «Депортиво Кито». В 2014 году он перешёл в команду второго дивизиона Эквадора «Ольмедо».

## Международная карьера
В 2004 году Кирос дебютировал за сборную Эквадора. В 2007 году он попал с заявку национальной команды на участие в Кубке Америки в Венесуэле. На турнире Давид был запасным и на поле так и не вышел.
В 2011 году Кирос во второй раз принял участие в Кубке Америки. На турнире в Аргентине он сыграл в матчах против Парагвая и Венесуэлы.

## Достижения
Командные
 «Эль Насьональ»
- Чемпионат Эквадора по футболу — Клаусура 2005
- Чемпионат Эквадора по футболу — 2006